# واتارو میمورا
واتارو میمورا (انگلیسی: Wataru Mimura؛ ۷ مه ۱۹۵۴ – ۲۶ اوت ۲۰۲۱ (سن ۶۷) فیلم‌نامه‌نویس اهل ژاپن بود.